# Світанківська сільська рада (Ніжинський район)
Світа́нківська сільська́ ра́да — адміністративно-територіальна одиниця та орган місцевого самоврядування в Ніжинському районі Чернігівської області. Адміністративний центр — селище Світанок.

## Загальні відомості
Світанківська сільська рада утворена у 1987 році.
- Територія ради: 23,978 км²
- Населення ради: 1 017 осіб (станом на 2001 рік)

## Населені пункти
Сільській раді підпорядковані населені пункти:
- с-ще Світанок
- с-ще Мирне
- с. Яхнівка

## Склад ради
Рада складається з 12 депутатів та голови.
- Голова ради: Ніколаєнко Роман Федорович
- Секретар ради: Степаненко Антоніна Миколаївна

### Керівний склад попередніх скликань
| Прізвище, ім'я, по батькові    | Основні відомості                                                         | Дата обрання | Дата звільнення |
| ------------------------------ | ------------------------------------------------------------------------- | ------------ | --------------- |
| Величенко Анатолій Миколайович | Сільський голова, 1957 року народження, освіта вища, член Народної партії | 26.03.2006   | 31.10.2010      |
| Величенко Анатолій Миколайович | Сільський голова, 1957 року народження, освіта вища, безпартійний         | 31.10.2010   | 09.10.2013      |
| Ніколаєнко Роман Федорович     | Сільський голова, 1964 року народження, освіта вища, безпартійний         | 25.05.2014   |                 |

Примітка: таблиця складена за даними сайту Верховної Ради України

### Депутати
За результатами місцевих виборів 2010 року депутатами ради стали:

#### За суб'єктами висування
| Суб'єкт висування           | Кількість обраних депутатів | %    |
| --------------------------- | --------------------------- | ---- |
| Самовисування               | 11                          | 91,7 |
| Комуністична партія України | 1                           | 8,3  |

#### За округами
| № округу                    | Прізвище, ім'я, по батькові    | Дата визнання обраним | Освіта  | Партійна приналежність | Відомості про обраного депутата                                            |
| --------------------------- | ------------------------------ | --------------------- | ------- | ---------------------- | -------------------------------------------------------------------------- |
| Комуністична партія України |                                |                       |         |                        |                                                                            |
| 4                           | Степаненко Антоніна Миколаївна | 05.11.2010            | середня | позапартійна           | Світанківська сільська рада, секретар                                      |
| Самовисування               |                                |                       |         |                        |                                                                            |
| 1                           | Зубок Валерій Олександрович    | 05.11.2010            | середня | позапартійний          | тимчасово не працює                                                        |
| 2                           | Сушко Надія Василівна          | 05.11.2010            | вища    | позапартійна           | Світанківська загальноосвітня школа I-III ст., вчитель                     |
| 3                           | Палій Надія Йосипівна          | 05.11.2010            | середня | позапартійна           | пенсіонер                                                                  |
| 5                           | Молостова Наталія Сергіївна    | 05.11.2010            | середня | позапартійна           | Світанківська загальноосвітня школа I-III ст., завідуюча шкільною їдальнею |
| 6                           | Рубель Андрій Васильович       | 05.11.2010            | середня | позапартійний          | ПЧ — 19 м. Прилуки, шляховий майстер                                       |
| 7                           | Кукало Лариса Федорівна        | 05.11.2010            | вища    | позапартійна           | Світанківська загальноосвітня школа I-III ст., вчитель                     |
| 8                           | Кошелівська Любов Степанівна   | 05.11.2010            | середня | позапартійна           | пенсіонер                                                                  |
| 9                           | Чепурна Вікторія Михайлівна    | 05.11.2010            | середня | позапартійна           | заготівник молока                                                          |
| 10                          | Фігура Антоніна Миколаївна     | 05.11.2010            | середня | позапартійна           | фельдшерсько-акушерський пункт с. Яхнівка, завідувачка                     |
| 11                          | Ткаченко Світлана Петрівна     | 05.11.2010            | середня | позапартійна           | Світанківська сільська рада, рахівник-касир                                |
| 12                          | Чорнодід Олена Іванівна        | 05.11.2010            | вища    | позапартійна           | СПОП «Ксена», завідувачка СТФ № 2                                          |